# Vasile Tarlev
Vasile Tarlev (n. 6 octombrie 1963, Bașcalia, raionul Basarabeasca, RSS Moldovenească, URSS) este un om politic moldovean, care a îndeplinit funcția de prim-ministru al Republicii Moldova (19 aprilie 2001 - 31 martie 2008).

## Mandatul de prim-ministru
Potrivit lui Tarlev, „politica de integrare europeană a Republicii Moldova se bazează pe valorificarea tuturor oportunităților oferite de Politica Europeană de Vecinătate prin implementarea cu succes a Planului de Acțiuni Republica Moldova-Uniunea Europeană și valorificarea posibilităților oferite de participarea la inițiativele și procesele regionale din Europa de Sud-Est".
În timpul ședinței Guvernului de la 19 martie 2008 și la care a participat și președintele Vladimir Voronin, Vasile Tarlev și-a prezentat demisia din funcția de prim-ministru, împreună cu cea a întregului cabinet, pentru a permite schimbarea guvernului. Șeful statului a declarat că apreciază activitatea Guvernului și, în special, a Prim-ministrului, calificând totodată drept un pas curajos decizia lui Vasile Tarlev de a-și anunța demisia. El a remarcat contribuția acestuia la înregistrarea unor progrese evidente în dezvoltarea social-economică a țării. Cu ocazia încheierii mandatului de prim-ministru a fost decorat cu „Ordinul Republicii”, cea mai înaltă distincție a Republicii Moldova.
„În anii de activitate echipa Guvernului a reușit să întreprindă mai multe acțiuni întru dezvoltarea țării noastre. Majoritatea progreselor atinse a constituit rezultatul acțiunilor conjugate ale Guvernului, Parlamentului și Președintelui. Anume așa, în conlucrare comună și înțelegere reciprocă noi am muncit, realizînd obiectivele stabilite. Și aceste obiective, fiind stabilizarea situației social-economice și asigurarea dezvoltării ascendente, sînt realizate.

Totodată, este evident că timpul stabilește noile imperative față de țară. Voi spune direct: în opinia mea, reieșind din circumstanțele create, stimate domnule Președinte, a venit timpul unei schimbări, în urma căreia, sper că va fi asigurată continuitatea, în special implementarea proiectelor și inițiativelor progresiste, lansate de noi.”—Vasile Tarlev
La data de 31 martie 2008, noul guvern condus de Zinaida Greceanîi primește votul de încredere acordat de Parlament prin voturile celor 56 de deputați comuniști (din 101 parlamentari). De asemenea a fost aprobat și programul de guvernare. Membrii guvernului au depus jurământul de credință în prezența președintelui Vladimir Voronin . În aceeași seară, Tarlev a transmis oficial atribuțiile sale către noul prim-ministru Zinaida Greceanîi, exprimându-și speranța că noul Guvern va asigura continuarea dezvoltării ramurilor strategice, de bază, care în final vor conduce la succesul așteptat .

## Activitatea politică ulterioară
Pe 29 septembrie 2008 Tarlev a fost ales ca lider al partidului politic Uniunea Centristă din Moldova. La alegerile parlamentare din aprilie 2009 formațiunea sa a acumulat 2,75% din voturi și nu a trecut pragul electoral. După alegeri, Vasile Tarlev și Dumitru Braghiș, liderul Partidului Social Democrat, au anunțat că la alegerile parlamentare anticipate din iulie 2009 vor participa pe o listă comună, iar după alegeri vor forma un partid social-democrat unic.
La 19 noiembrie 2009 Tarlev a anunțat că părăsește Uniunea Centristă din Moldova și se retrage din politică.
Pe 15 septembrie 2012 el a fost ales în calitate de co-președinte al Partidului «Renaștere», alături de Vadim Mișin.
La alegerile parlamentare din 30 noiembrie 2014 Tarlev a candidat la funcția de deputat pe lista Partidului «Renaștere», de pe prima poziție în listă, fiind urmat de Vadim Mișin și Oleg Babenco. Formațiunea a acumulat doar 0,26 % din sufragii și nu a trecut pragul electoral.
În 2024, Vasile Tarlev a decis să își reia activitatea politică și a anunțat că va candida la alegerile prezidențiale din Republica Moldova.